# Highland Beach (Florida)
Highland Beach és una població dels Estats Units a l'estat de Florida. Segons el cens del 2007 tenia 3.988 habitants.

## Demografia
Segons el cens del 2000, Highland Beach tenia 3.775 habitants, 2.192 habitatges, i 1.227 famílies. La densitat de població era de 2.974,6 habitants/km².
Dels 2.192 habitatges en un 4,6% hi vivien nens de menys de 18 anys, en un 53,2% hi vivien parelles casades, en un 1,5% dones solteres, i en un 44% no eren unitats familiars. En el 38,1% dels habitatges hi vivien persones soles el 23,4% de les quals corresponia a persones de 65 anys o més que vivien soles. El nombre mitjà de persones vivint en cada habitatge era d'1,72 i el nombre mitjà de persones que vivien en cada família era de 2,15.
Per edats la població es repartia de la següent manera: un 3,9% tenia menys de 18 anys, un 1,4% entre 18 i 24, un 12,7% entre 25 i 44, un 28,8% de 45 a 60 i un 53,3% 65 anys o més.
L'edat mediana era de 66 anys. Per cada 100 dones de 18 o més anys hi havia 87,8 homes.
La renda mediana per habitatge era de 72.989 $ i la renda mediana per família de 95.217 $. Els homes tenien una renda mediana de 87.160 $ mentre que les dones 40.357 $. La renda per capita de la població era de 67.288 $. Cap de les famílies i el 2,1% de la població estaven per davall del llindar de pobresa.

## Poblacions més properes
El següent diagrama mostra les poblacions més properes.